# HAL Dhruv
L'HAL Dhruv (in sanscrito: ध्रुव, Stella polare) è un elicottero medio multiruolo progettato e costruito dall'azienda aeronautica indiana Hindustan Aeronautics Limited (HAL). Viene prodotto sia in versione civile che militare. L'elicottero viene impiegato in compiti di trasporto, ricognizione armata e MedEvac.

## Storia
Lo sviluppo di un nuovo elicottero multiruolo venne avviato da HAL in collaborazione con MBB nel 1984 con il nome di Advanced Light Helicopter al fine di rimpiazzare i Chetak e i Cheetah. Il primo prototipo volò il 20 agosto 1992 ma la produzione in serie venne avviata solo nel 1997 come conseguenza di un taglio ai finanziamenti e di un cambio di vedute dovuti a una crisi economica che colpì l'India nel 1991. A maggio 1998 un embargo imposto dagli Stati Uniti a seguito del rifiuto dell'India di firmare il Trattato sulla messa al bando totale degli esperimenti nucleari bloccò la fornitura dei turboalbero CTS800 che avrebbero dovuto equipaggiare i primi esemplari di serie; di conseguenza, venne scelto come motore il Turbomeca TM 333, già utilizzato sui prototipi. Il 7 febbraio 2003 Turbomeca e HAL firmarono un contratto per lo sviluppo del nuovo turboalbero Turbomeca Ardiden, denominato Shakti in India.
Il primo Dhruv è stato consegnato alla guardia costiera dell'India nel marzo 2002 ed entro l'anno successivo ne furono consegnati 8 all'esercito, 3 alla marina, 4 all'aeronautica e 3 alla guardia costiera. Nel 2007 l'esercito indiano ne ha ordinati ulteriori 159 esemplari. Nel 2008 7 esemplari vennero ordinati dalla Fuerza Aérea Ecuatoriana e 2, in versione eliambulanza, dalla Fuerza Aérea del Perú.

## Tecnica
Il 29% del peso a vuoto del Dhruv è costituito da materiali compositi, che formano per il 60% la cellula. Le due turbine sono alloggiate sopra la cabina e sono collegate al rotore principale, costituito da quattro pale retrattili realizzate in composito vincolate alla testa del rotore realizzata in elastomeri tramite due dischi in fibra di carbonio. Tutte le versioni sono equipaggiate di pattini ad eccezione degli esemplari destinati alla Marina, equipaggiati con carrello triciclo retrattile. L'accesso alla cabina è assicurato con due portelloni laterali scorrevoli e uno posteriore collocato sotto la trave di coda.
A partire dal 2006 tutti gli esemplari, ad eccezione di quelli in servizio presso la guardia costiera, sono equipaggiati con avionica sviluppata da Israel Aerospace Industries che comprende head-up display, visori notturni, telecamere termiche e pacchetti per guerra elettronica. La versione navale è equipaggiata anche con il radar di fabbricazione indiana SV2000. Nel 2019 HAL e Safran hanno firmato un contratto per l'installazione di sistemi di pilotaggio automatico realizzati da quest'ultima.

## Versioni
- Mk.1: primi 56 esemplari prodotti equipaggiati con due Turbomeca TM 333-2B2.[13]
- Mk.2: 20 esemplari dotati di glass cockpit.
- Mk.3: versione equipaggiata con due turboalbero Safran Ardiden 1H1 (costruiti dalla HAL e denominati Shakti), strumentazione digitale, nuovo pacchetto electronic warfare, chaff e flare a rilascio automatico, nuovo sistema di controllo delle vibrazioni.[14]
- Mk.4: versione armata denominata anche HAL Rudra.

## Utilizzatori

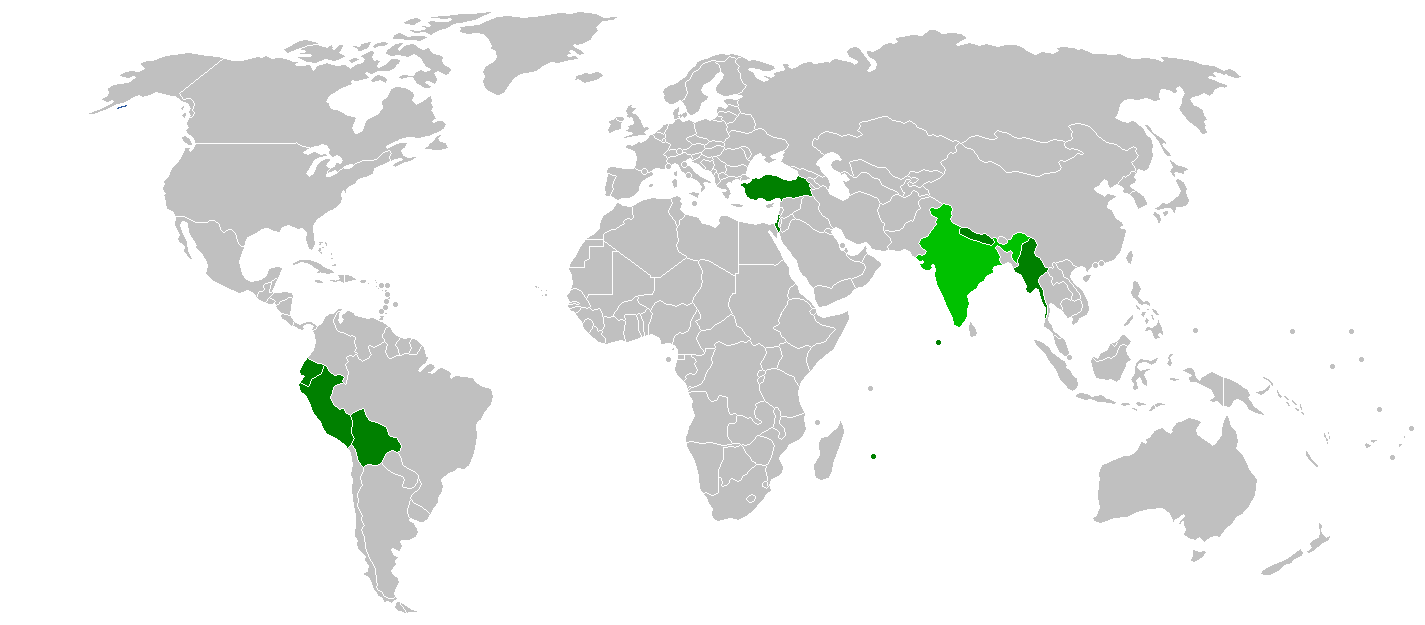
Operatori mondiali dell'HAL Dhruv

Ecuador
- Fuerza Aérea Ecuatoriana

7 esemplari acquistati nel 2009 e tutti ritirati nel 2014.
 India
- Bhāratīya Vāyu Senā

145 Dhruv ALH ordinati a partire dal 2012, 123 in servizio all'ottobre 2021.
- Bhāratīya Nāu Senā

opera con 8 esemplari, altri 16 MK. III sono stati ordinati. I primi 3 Dhruv Mk. III sono stati consegnati ad aprile 2021. Ulteriori 3 Dhruv Mk. III sono stati consegnati il 7 giugno 2021.
- Bhāratīya Thalsēnā

opera con circa 179 esemplari, altri 25 sono stati ordinati a marzo 2024.
- Bharatiya Thatrakshak

opera con 2 Dhruv Mk-I e 16 Dhruv Mk.III, mentre ulteriori 9 esemplari sono stati ordinati a marzo 2024. I primi 3 Dhruv Mk.III sono stati consegnati il 12 giugno 2021. Il 26 marzo 2023 uno dei sedici esemplari di Dhruv Mk. III è stato perso in un incidente.
 Maldive
- Coast Guard Aviation Squadron

2 Dhruv Mk.3 consegnati rispettivamente, uno nel 2014, uno nel 2018.
 Mauritius
- Mauritius Coast Guard

1 Dhruv Mk. III consegnato ed in servizio al febbraio 2022.
- Mauritius Police Force

1 Dhruv Mk. III ordinato.
 Nepal
- Servizio aereo dell'esercito nepalese

1 Dhruv Mk. III consegnato a novembre 2014.

## Elicotteri comparabili
- Bell 429
- Kamov Ka-60
- Kazan Ansat
- MBB-Kawasaki BK 117
- PZL W-3 Sokół